# Giuseppe Fornito
Giuseppe Fornito (Trebisacce, Provincia de Cosenza, Italia, 6 de septiembre de 1994) es un futbolista italiano. Juega de centrocampista y su equipo actual es la Cavese 1919 de la Serie C de Italia.

## Trayectoria
Formado en las categorías inferiores del Napoli, fue convocado al primer equipo para un partido de la Liga Europea ante el PSV Eindhoven (6 de diciembre de 2012). En los años siguientes fue cedido a préstamo al Pescara y al Cosenza. El 31 de agosto de 2015 fichó por el Rimini, que lo cedió al Messina. El 1 de agosto de 2016 fichó libre por el Trapani, que el 17 de agosto lo cedió al Catania. El 30 de agosto de 2018 fue cedido al Paganese. En enero de 2020 fichó libre por el Rende de la Serie C. Posteriormente, militó en tres equipos campanos: Savoia, Giugliano y Gelbison.  En 2023 fue contratado por el Virtus Francavilla, que en febrero de 2024 lo cedió al Pro Sesto hasta el final de la temporada; en julio, fichó libre por la Cavese.

## Selección nacional
Ha sido internacional con las selecciones italianas de la categoría sub-16, sub-17 y sub-19.

## Clubes
| Club                                       | País   | Año         |
| ------------------------------------------ | ------ | ----------- |
| S. S. C. Napoli                            | Italia | 2012 - 2013 |
| Delfino Pescara 1936 (cedido)              | Italia | 2013 - 2014 |
| Nuova Cosenza Calcio (cedido)              | Italia | 2014 - 2015 |
| A. C. R. Messina (cedido)                  | Italia | 2015 - 2016 |
| Calcio Catania (cedido)                    | Italia | 2016 - 2017 |
| Trapani Calcio                             | Italia | 2017        |
| Calcio Catania                             | Italia | 2017 - 2020 |
| Paganese Calcio 1926 (cedido)              | Italia | 2018 - 2019 |
| Rende Calcio 1968                          | Italia | 2020        |
| Savoia 1908                                | Italia | 2020 - 2021 |
| Giugliano Calcio 1928                      | Italia | 2021        |
| A. S. Gelbison Cilento Vallo della Lucania | Italia | 2021 - 2023 |
| Virtus Francavilla Calcio                  | Italia | 2023-2024   |
| Pro Sesto 1913 (cedido)                    | Italia | 2024        |
| Cavese 1919                                | Italia | 2024 -      |